# Macaque rhésus
Macaca mulatta
Pour les articles homonymes, voir Rhésus.
 (novembre 2011).
Espèce
Statut de conservation UICN

 LC  : Préoccupation mineure
Statut CITES
Répartition géographique
Le Macaque rhésus, (Macaca mulatta), aussi appelé Singe rhésus ou Bandar, est l'une des espèces de singes les plus connues de l'Ancien Monde notamment à travers une sexualité débordante permettant une large reproduction, et ainsi un grand nombre de sujets permettant une étude représentative de la population des macaques rhésus (cf. Landsteiner et Levine).

## Caractéristiques générales

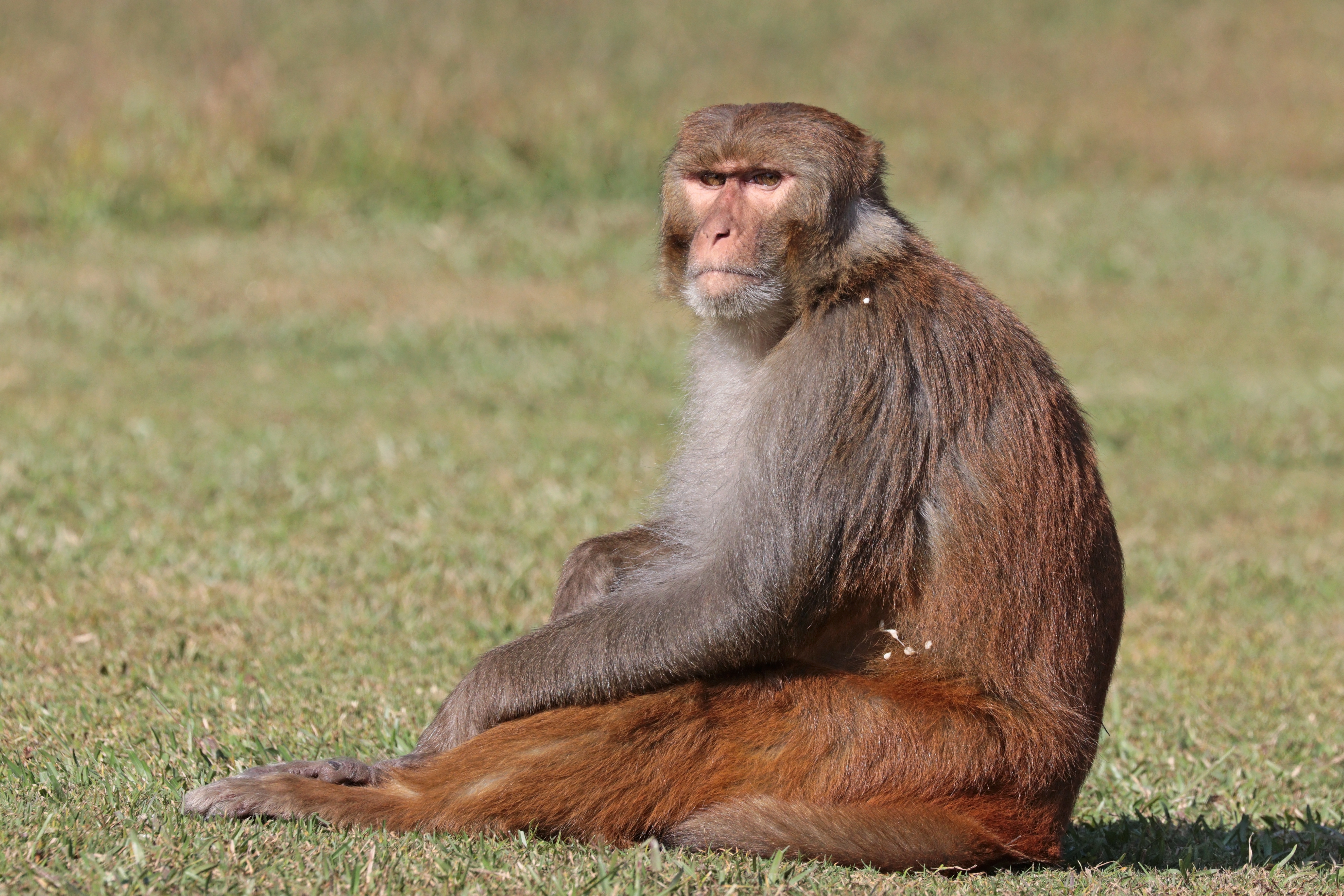
Un macaque rhésus mâle près de Katmandou.

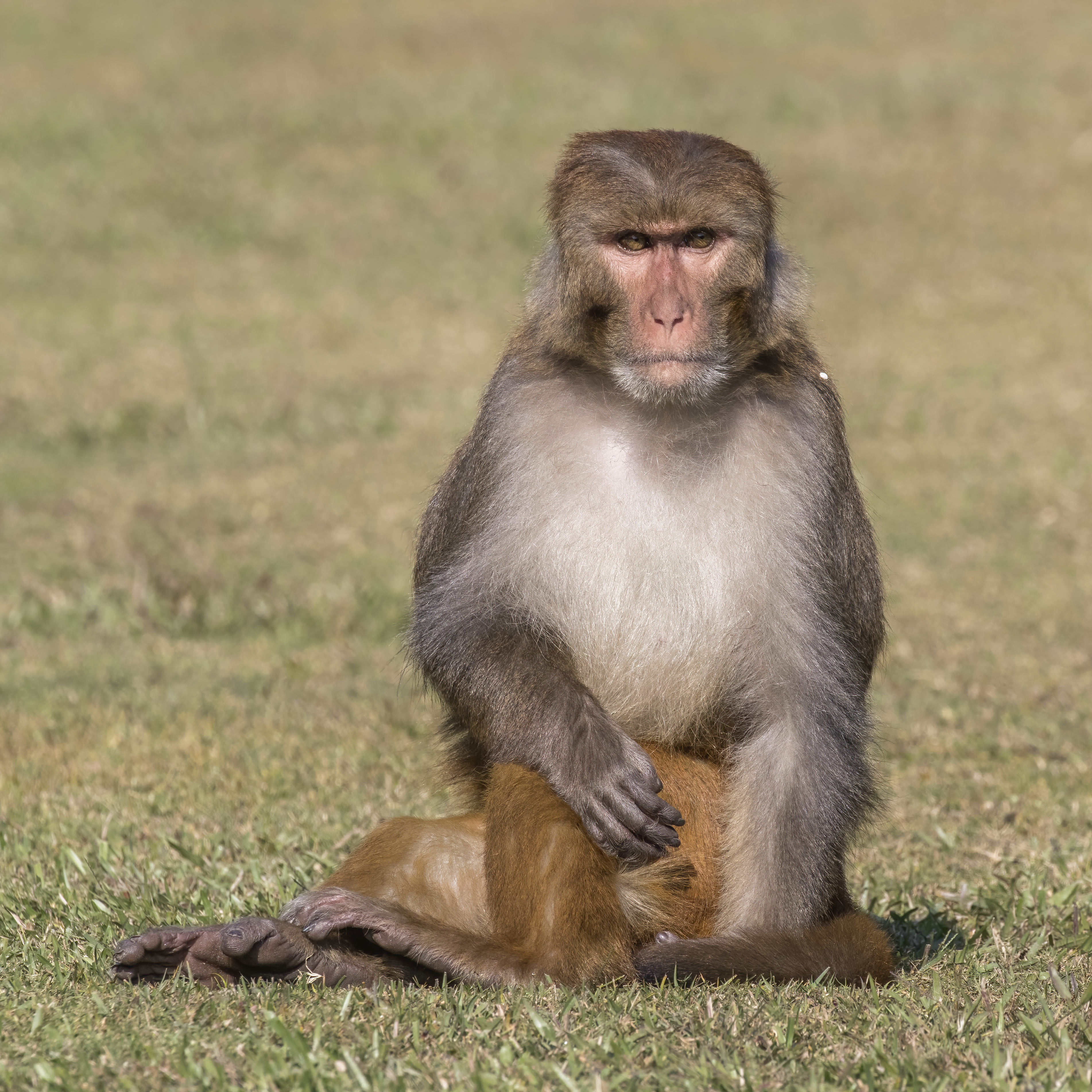
Un macaque rhésus mâle à गोकर्ण, Népal. Novembre 2019.

C'est un macaque typique, commun dans tout l'Afghanistan, jusqu'en Inde septentrionale et en Chine méridionale.
Les macaques rhésus ont un corps mesurant de 45 à 64 cm et une queue atteignant 30 cm. Les mâles pèsent en moyenne 7,7 kg et les femelles 5,3 kg.
Ils ont une couleur brune à grise et leur visage est rosé.

## Animal de laboratoire
Relativement facile à élever en captivité, les singes rhésus ont été souvent utilisés pour des recherches médicales ou biologiques. Outre les expériences sur le sang, ils ont servi dans les expériences bien connues du psychologue Harry Harlow dans les années 1950 sur la privation maternelle,La NASA lança des macaques rhésus dans l'espace durant les années 1950 et 1960[réf. nécessaire].
En janvier 2000, le rhésus est devenu le premier primate cloné avec la naissance de Tetra. Janvier 2001 vit la naissance de ANDi, le premier primate transgénique. ANDi porte des gènes étrangers issus d'une méduse.

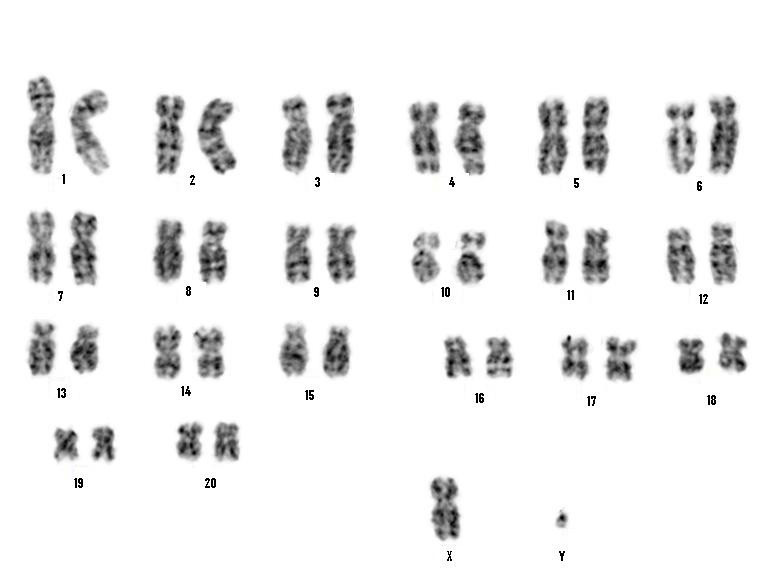
Caryotype d'un macaque rhésus mâle.

Sa séquence ADN diffère de 7% avec celle des Hommes et il possède 21 paires de chromosomes.
La plupart de nos connaissances sur le comportement sauvage du macaque rhésus viennent des études menées dans une colonie fondée sur l'île de Cayo Santiago par le Centre de recherche caribéen sur les primates de l'université de Porto Rico. Il n'y a aucun prédateur sur cette île, et la présence humaine n'y est autorisée que pour les recherches scientifiques[réf. nécessaire].

## Dans la nature

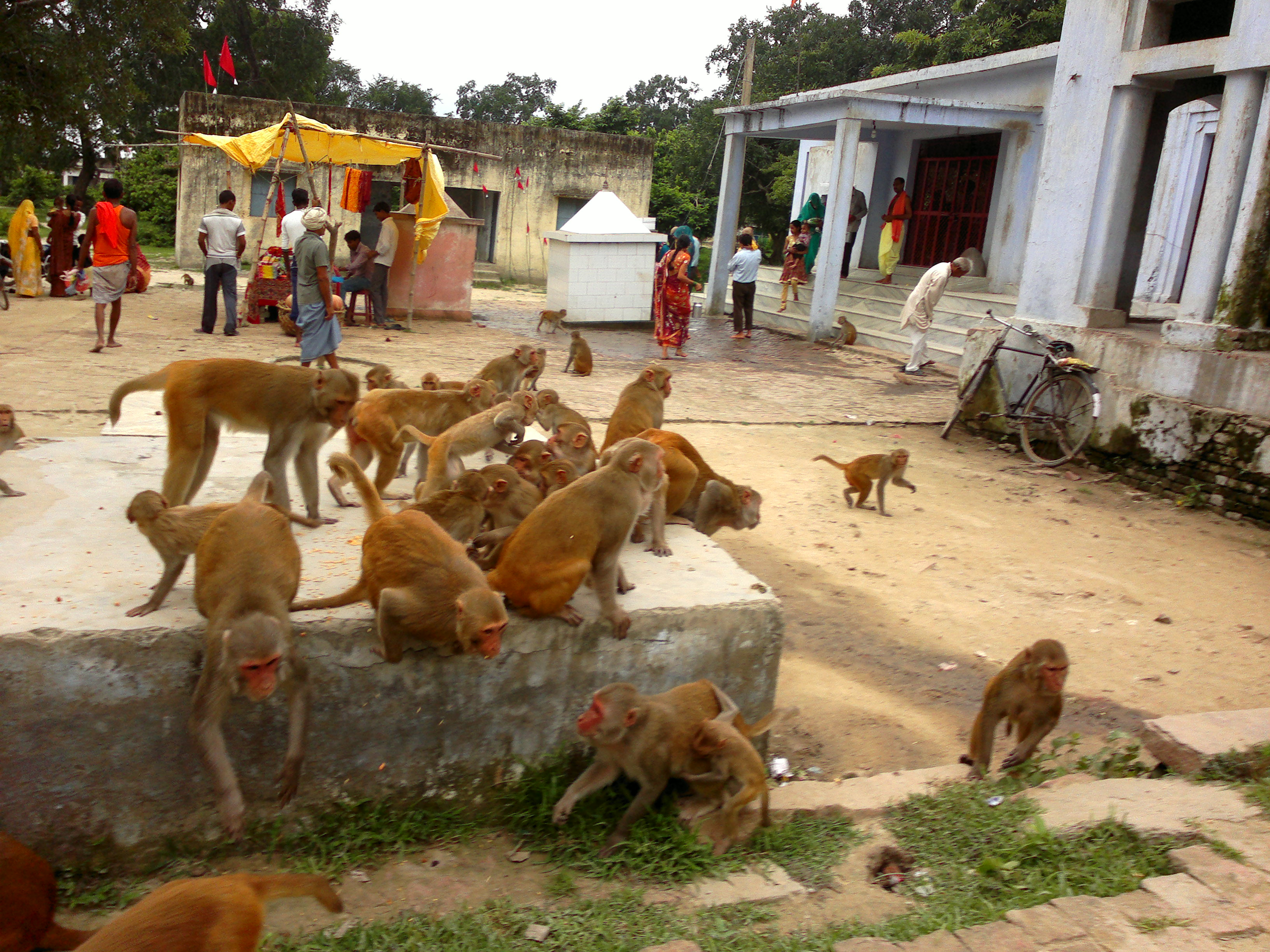
Un groupe de rhésus dans l'enceinte d'un temple en Inde.

Habitant les zones arides et les terrains découverts, les macaques rhésus peuvent aussi se trouver dans les prairies, les régions boisées et dans des régions montagneuses jusqu'à 2 500 mètres d'altitude. On dit qu'ils sont de bons nageurs et apprécient cette activité. Les rhésus sont connus pour leur tendance à se déplacer des espaces ruraux vers les secteurs urbains, venant chercher les aumônes ou les ordures des humains. Ils sont devenus de vrais parasites dans certaines zones comme la ville de New Delhi, par exemple, où ils sont perçus comme un risque possible pour la sécurité et la santé publiques.
Vivant le jour, les rhésus sont aussi bien terrestres qu'arboricoles. Ils sont pour la plupart herbivores et se nourrissent de feuilles, d'aiguilles de pins, de racines et occasionnellement d'insectes ou de petits animaux. Ces singes ont développé des poches de stockage dans leurs joues, ce qui leur permet d'emmagasiner de la nourriture et de s'enfuir pour manger les morceaux récoltés plus tard, lorsqu'ils sont en sécurité.

## Reproduction

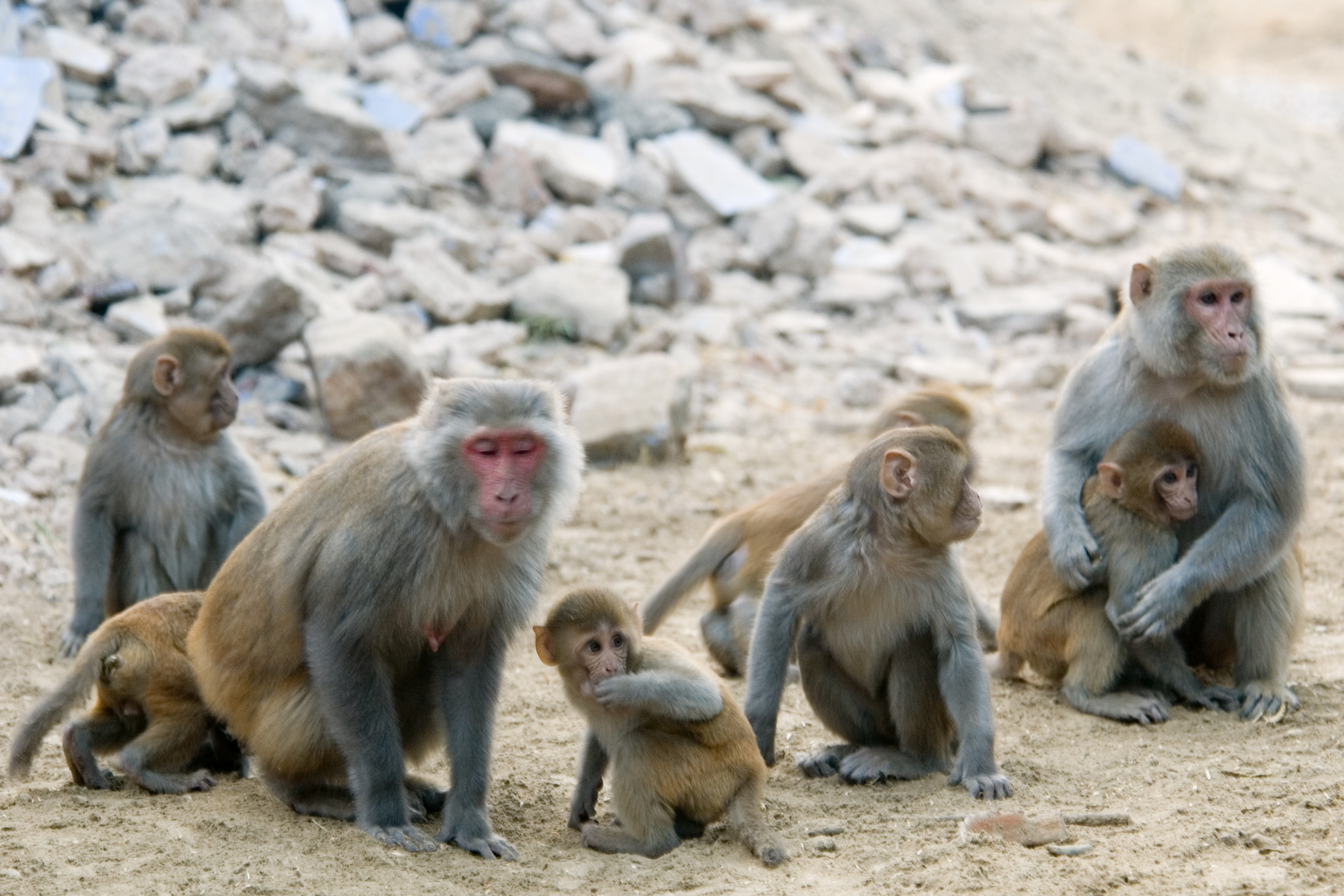
Femelles et jeunes rhésus à Bharatpur (Rajasthan).

La gestation dure en moyenne 166,5 jours (données recueillies sur 700 naissances vivantes en captivité où les dates sont sûres). Les femelles les plus âgées ayant des gestations plus longues et des petits plus lourds, les autres critères comme le sexe du petit, la période de l'année ou l'identité paternelle n'ayant pas d'incidence sur la durée de gestation.

## Organisation sociale
Comme les autres macaques, les groupes de rhésus comprennent des mâles et des femelles. Le groupe peut compter jusqu'à 180 individus mais la moyenne se situe à une vingtaine. Les femelles sont quatre fois plus nombreuses que les mâles. La hiérarchie sociale est matriarcale (ou matrilinéaire), le rang de chacun dépend de son lien de parenté avec la femelle dominante. Le soin des plus jeunes et la surveillance du territoire sont partagés par les membres du groupe. Si les femelles sont plus ou moins placides, les mâles sont plus turbulents. Les macaques rhésus sont considérés comme des singes bruyants. Le singe qui découvre de la nourriture va normalement avertir le groupe par des cris spécifiques mais on a pu constater que des jeunes ou des dominés évitent de le faire si leur découverte n'a pas été observée par d'autres.
Bien que souvent décrits comme agressifs les uns envers les autres, les macaques rhésus s'avèrent également capables de faire preuve de solidarité envers leurs congénères : ainsi, une plus grande acceptation de proximité entre les individus a été observée à la suite de l'ouragan Maria de 2017, les individus partageant plus volontiers les zones d'ombre restantes pour se protéger de la chaleur.

## Liste des sous-espèces
Il y a diverses sous-espèces de rhésus :
- Macaca mulatta mulatta
- Macaca mulatta villosa
- Macaca mulatta vestita
- Macaca mulatta lasiota
- Macaca mulatta sanctijohannis
- Macaca mulatta brevicauda

## Éponymie
Le singe rhésus est surtout célèbre par le nom qu'il a donné à un système de groupe sanguin, du fait d'une communauté antigénique entre les globules rouges du singe et les globules rouges humains.
Voir l'article principal Groupe sanguin et l'article groupe Rhésus.

## Dénominations
Ce taxon porte en français les noms vernaculaires ou normalisés suivants : Macaque rhésus,,, Bandar.

## Systématique
Le nom valide complet (avec auteur) de ce taxon est Macaca mulatta (Zimmermann, 1780).
L'espèce a été initialement classée dans le genre Cercopithecus sous le protonyme Cercopithecus mulatta Zimmermann, 1780.
Macaca mulatta a pour synonymes :
- Cercopithecus mulatta Zimmermann, 1780
- Inuus sanctijohannis Swinhoe, 1866
- Macaca brachyurus (Elliot, 1909)
- Macaca brevicaudatus (Elliot, 1913)
- Macaca erythraea (Shaw, 1800)
- Macaca fulvus (Kerr, 1792)
- Macaca lasiotus (Gray, 1868)
- Macaca littoralis (Elliot, 1909)
- Macaca mcmahoni Pocock, 1932
- Macaca mulatta subsp. mcmahoni Pocock, 1932
- Macaca nipalensis Hodgson, 1840
- Macaca oinops Hodgson, 1840
- Macaca rhesus (Audebert, 1798)
- Macaca sancti-johannis (Swinhoe, 1866)
- Macaca siamica Kloss, 1917
- Macaca tcheliensis (Milne-Edwards, 1872)
- Macaca vestita (Milne-Edwards, 1892)
- Macaca villosa (True, 1894)
- Macaco mulatta (Zimmermann, 1780)
- Macacus lasiotus Gray, 1868
- Macacus oinops Hodgson, 1840
- Macacus rhesus subsp. villosus True, 1894
- Macacus rhesus (Audebert, 1798)
- Macacus tcheliensis A.Milne-Edwards, 1872
- Macacus vestitus A.Milne-Edwards, 1892
- Pithecus littoralis Elliot, 1909
- Simia erythraea Shaw, 1800
- Simia fulvus (Kerr, 1792)
- Simia rhesus Audebert, 1798